# 天主教美國軍中服務總教區
天主教美國軍中服務總教區（拉丁語：Fœderatarum Civitatum Americæ Septemtrionalis）是天主教會為了在美國軍隊服役之天主教基督徒的宗教需求而成立的軍中教長區。教宗庇護十二世於1939年給予法定地位，成立了軍中代牧區。代牧區組成成員有美軍和美國退伍軍人健康管理局的員工及病患，以及在海外為美國政府服務的美國人。教宗若望保祿二世於1985年頒布的憲章使得軍中代牧區得以有正式的組織地位成為軍中教長區。

## 現況
現任總主教為弟茂德·P·博吉李奧，輔理主教為F·利則·斯賓塞、尼爾·布克翁、若瑟·L·科菲和威廉·默姆，榮休輔理主教為利則·伯萊登·希金斯。雖然軍中服務總教區在華盛頓特區設有辦公室，但教區本身並沒有主教座堂，也沒有實際的教區管區。相對的所有美軍的機構、美國駐外使館及類似美國政府機關都是總教區的服務及聖統治管區。

## 沿革

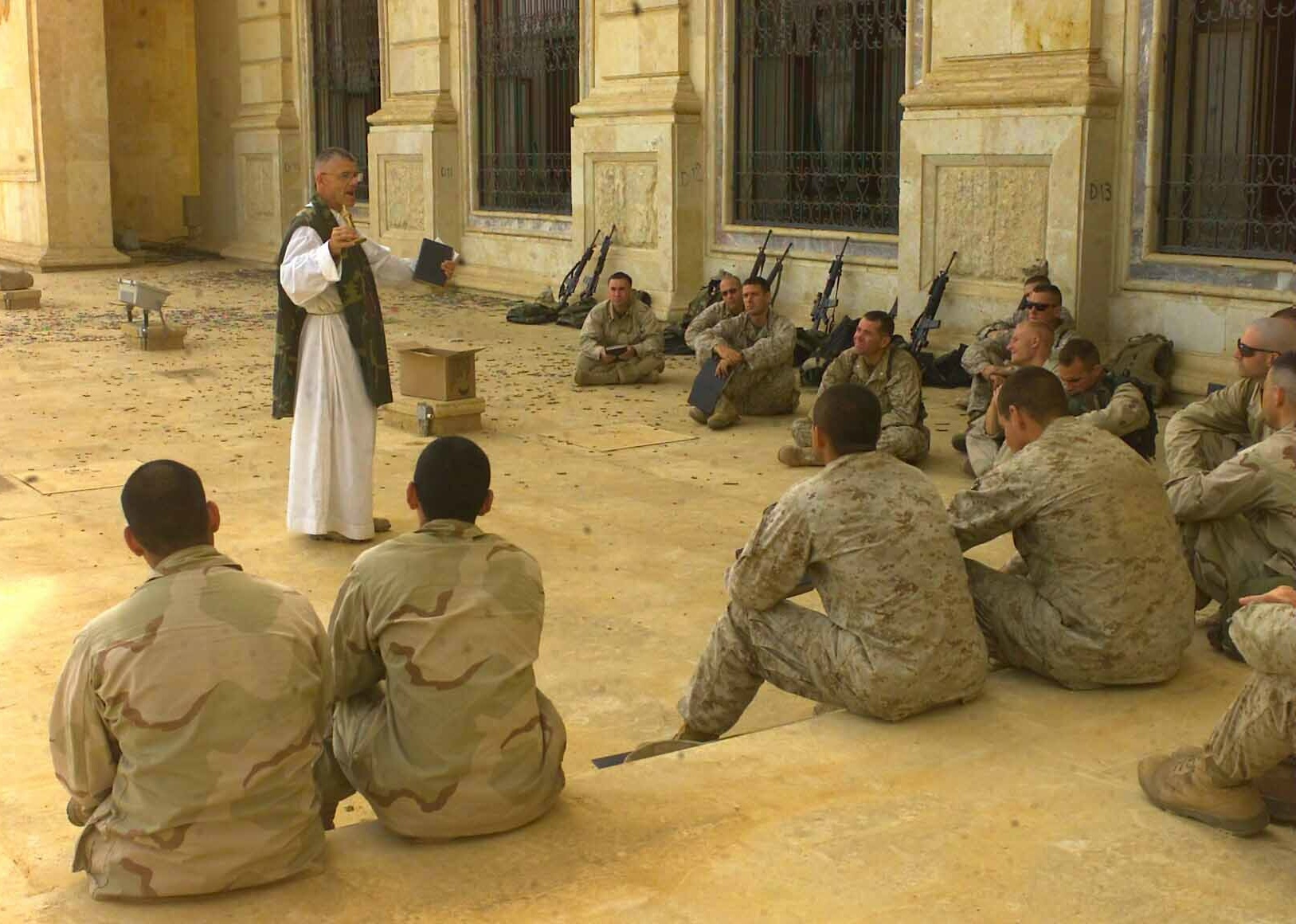
一位神父在伊拉克提克里特為美國海軍陸戰隊和水手做彌撒

在成立軍中教長區甚或之前的軍中代牧區前，原先就有個由志願的神職人員組成的非正式團體來負責照料在美軍中服役的天主教徒。到了1917年則任命了一位軍中代牧，如同宗座代牧是由教宗所選任代替教宗管理特定區域的神職人員。但不同於以尚未成立教區的地區教會為職責範圍的宗座代牧，軍中代牧是特定人士作為職責範圍。易言之就是以軍人或在軍中工作的相關人士為牧養的對象。1917年11月24日紐約總教區的輔理主教帕特里克·約瑟夫·海斯主教被任命兼任首位代牧。之所以選擇海斯主教擔當此職是因為時值一戰，而紐約是美軍前往歐洲戰場的主要出海港口。因此便於天主教神職人員和即將上戰場的軍人們作互動。後來時任紐約總主教若望·法利樞機辭世，海斯被推舉繼任了總主教一職並繼續負責軍中的代牧職責。
1939年教廷正式成立了美軍軍中代牧區，依然維持由紐約總主教兼任代牧的慣例。1980年代時任總主教特倫斯·庫克樞機計畫將讓軍中代牧區成為一個獨立的管轄區而非紐約總教區的附庸。他於1975年向教宗若望保祿二世請求任命若望·若瑟·多默·萊恩為代牧區助理總主教。這意味著當他退休或是死於任上時，軍中代牧的職務就由萊恩而非下任紐約總主教繼承。1985年在曾任代牧區輔理主教及擔任美國海軍首席隨軍神職（美軍本身的官職）的紐約總主教若望·若瑟·歐康諾樞機的協助下，美軍軍中代牧區成為美國軍中服務總教區並由萊恩擔任首位總主教。隔年1986年7月21日教宗若望保祿二世改革了各國天主教軍中神職管理的制度，建立了軍中教長區體制。此後美國軍中服務總教區就以軍中教長區的身分繼續服務美軍中的天主教徒們的宗教需求。

## 外部連結
- 官方網站 （页面存档备份，存于）（英文）
- 官方臉書專頁 （页面存档备份，存于）（英文）